# جنگ‌های ساسانیان و کیداریان
جنگ‌های ساسانیان و کیداریان مجموعه‌ای از جنگ‌ها، میان شاهنشاهی ساسانی و کیداریان بود.

## نخستین درگیری‌ها
در حدود سال ۳۵۰ میلادی، شاپور دوم مجبور شد لشکرکشی خود به شهر نصیبین را به دلیل ورود قبایل مختلف کوچ‌نشین آسیای مرکزی به شرق ایران رها کرده و با آن‌ها مبارزه کند. در این دوره، قبایل خیونی / هونا که احتمالاً همان کیداری‌ها هستند، به عنوان تهدیدی برای شاهنشاهی ساسانی و حتی امپراتوری گوپتا ظاهر شدند. پس از کشمکشی طولانی، کیداری‌ها مجبور شدند با ساسانیان برضد امپراتوری روم متحد شوند. آن‌ها موافقت کردند که سواره نظام سبک خود را برای همراهی با سپاه شاپور دوم به کمک ارتش ایران بفرستند. حضور کیداری‌ها در این کارزار ایرانی‌ها برضد روم، در نواحی غربی خزر، توسط آمیانوس مارسلینوس که شاهد عینی این ماجرا بوده توصیف شده است.
حضور گرومبات در محاصره آمد در سال ۳۵۹ میلادی نیز گزارش شده و در پی این جنگ گرومبات پسرش را از دست می‌دهد.

## دومین درگیری‌ها
در دوران بهرام چهارم اتحاد میان ساسانیان و کیداری‌ها روبه تیرگی نهاد و ساسانیان متحمل شکست‌های متعددی در برابر کیداری‌ها شدند. این پیروزی‌ها، به کیداری‌ها اجازه داد تا قلمرو کوشانشاهان را اشغال و در باختر مستقر شوند. کیدارا پادشاه کیداری خود را به عنوان "کیدارای کوشانشاه" برروی سکه‌های خود معرفی می‌کرد زیرا این منطقه شبیه کوشانی‌های غربی یا کوشانشهر بود. به گفته پریسکوس، ساسانیان تا زمان پادشاهی یزدگرد دوم مجبور به پرداخت خراج به کیداری‌ها شدند.

## سومین درگیری‌ها
از آن‌جایی که یزدگرد دوم از پرداخت خراج امتناع کرد میان ساسانیان و کیداری‌ها درگیری‌های نویی درگرفت، همچنین در دوران پیروز یکم نیز این درگیری‌ها ادامه داشت. یزدگرد دوم بیشتر عمر خود را صرف لشکرکشی‌های نظامی بی‌نتیجه علیه کیداری‌ها کرد، اما آخرین درگیری او در هفدهمین سال سلطنتش، به گفته دو مورخ ارمنی به مرگش منجر شد و ساسانیان خراج‌گزار کیداری‌ها شدند.< پیروز یکم کمبود نیروی انسانی داشت و از این رو از بیزانسی‌ها کمک مالی خواست که رد شد. پس از آن پیروز یکم به دنبال صلح بود و به خواهرش پیشنهاد ازدواج به کیداری‌ها داد، اما در نهایت زنانی با جایگاه پایین‌تر را به نزد آن‌ها فرستاد، پس از مدتی که کیداری‌ها از این موضوع مطلع شدند، خواسته‌های جدیدی بمانند، درخواست کارشناسان نظامی از سپاه هون، ساکن در ایران را داشتند.

## چهارمین درگیری‌ها
به محض ورود ۳۰۰ نفر از کارشناسان نظامی به دربار کیداری‌ها، آن‌ها را یا کشته یا سلاخی کرده و به ایران بازگرداندند. دلیل این اتفاق فریب کیداری‌ها توسط پیروز یکم بود. در این دوره، پیروز یکم با مهاما که یا یکی از فرمانروایان آلخون در شرق باختر بود، متحد شد و آن‌ها با کمک هم، تا سال ۴۶۶ میلادی به قدرت کیداری‌ها پایان دادند. ساسانیان نیز باز دیگر، کنترل باختر را به دست گرفتند و پیروز یکم سکه‌های خود را در بلخ ضرب کرد. این سکه‌ها با الگوی سکه‌های کیداری ضرب شده بود. پس این رویداد سفارت ایران در قسطنطنیه، پیروزی ایران بر کیداری‌ها را اعلام کرد.